# اس‌اس کاراکاس (۱۸۸۱)
اس‌اس کاراکاس (۱۸۸۱) (به انگلیسی: SS Caracas (1881)) یک کشتی بود که طول آن ۲۵۷ فوت (۷۸ متر) بود. این کشتی در سال ۱۸۸۱ ساخته شد.